# Múm
múm (мум) — експериментальний музичний гурт із Ісландії, музиці якого притаманний м'який вокал, ґлітч-біт та ефекти у сполученні з традиційними та нетрадиційними музичними інструментами. Також вони відомі своїми короткими стислими реміксами пісень.
Гурт виник 1997 року, його заснували Ґуннар Ерн Тінес (Gunnar Örn Tynes), Ервар Торейярсон Смарасон (Örvar Þóreyjarson Smárason) та дві сестри Ґіда (Gyða Valtýsdóttir) та Крістін Анна Валтісдоттір (Kristín Anna Valtýsdóttir). За словами Крістін, назва гурту зовсім нічого не означає. 2002 року Ґіда покинула гурт. На початку 2006 року Крістін також пішла, однак про це не було офіційних повідомлень до 23 листопада 2006. Попри вихід з гурту деяких засновників, колектив не розпався, записавши два альбоми.

## Учасники
Теперішні
- Ґуннар Ерн Тінес (Gunnar Örn Tynes)
- Ервар Торейярсон Смарасон (Örvar Þóreyjarson Smárason)
- Олеф Арнальдс (Ólöf Arnalds)
- Ейрікур Оррі Олафссон (Eiríkur Orri Olafsson)
- Гілдур Ґуднадоттір (Hildur Guðnadóttir)
- Сіґурлауґ Ґісладоттір (Sigurlaug Gisladottir)
- Самулі Космінен (Samuli Kosminen)
- Роберт Стурла Рейніссон (Róbert Sturla Reynisson)

Колишні
- Ґіда Валтісдоттір (Gyða Valtýsdóttir)
- Крістін Анна Валтісдоттір (Kristín Anna Valtýsdóttir)

## Дискографія
- Yesterday Was Dramatic — Today Is OK (2000)
- Finally We Are No One (2002)
- Loksins erum við engin (2002) — ісландська версія Finally We Are No One
- Summer Make Good (2004)
- Go Go Smear the Poison Ivy (2007)
- Sing Along to Songs You Don't Know (2009)